# Castrofilippo
Castrofilippo est une commune de la province d'Agrigente en Sicile (Italie).

## Toponymie
Castrufilippu en sicilien.

## Administration
| Période      | Période  | Identité                      | Étiquette                          | Qualité |
| ------------ | -------- | ----------------------------- | ---------------------------------- | ------- |
| 10 juin 2018 | En cours | Antonio Francesco Badalamenti | liste civique Si Amo Castrofilippo |         |

### Communes limitrophes
Canicattì, Favara, Naro, Racalmuto